# Filinna
Filinna (grec antic: Φίλιννα) era una dansaire de Larisa de Tessàlia que va ser la mare de Filip III Arrideu, germanastre d'Alexandre el Gran, nascut d'una relació que Filinna va tenir amb el rei Filip II de Macedònia. Ateneu de Nàucratis diu també que potser era d'una família noble de tessàlia casada amb Filip per enfortir una aliança amb aquell país. Plutarc diu que era d'origen obscur, i Justí diu que era prostituta (llatí: scortum).